# كردينال (جنس)
الكردينال (الاسم العلمي: Cardinalis) هو جنس من الطيور يتبع فصيلة الكرديناليات. هناك ثلاثة أنواع تستوطن من منطقة البحيرات العظمى إلى شمال أمريكا الجنوبية.

## الوصف
وهي طيور يتراوح طولها بين 19 و22 سم. ومن أكثر خصائصه المميزة وجود قمة واضحة ومنقار مخروطي سميك وقوي. هناك مثنوية الشكل الجنسي؛ لدى الذكور كمية أكبر من اللون الأحمر في ريشهم، ولدى الإناث بعض الصبغات فقط، مع غلبة اللون الرمادي. الأفراد غير الناضجين يشبهون الإناث.

## الأنواع
| الذكر | الأنثى | اسم شائع                     | الاسم العلمي          | توزيع |
| ----- | ------ | ---------------------------- | --------------------- | --- |
|       |        | كردينال شمالي                | Cardinalis cardinalis | الولايات المتحدة من ولاية مين إلى تكساس وفي كندا في مقاطعات أونتاريو وكيبك ونيو برونزويك ونوفا سكوشا. يمتد نطاقها غربًا إلى الحدود بين الولايات المتحدة والمكسيك وجنوبًا عبر المكسيك حتى برزخ تيهوانتيبيك وشمال غواتيمالا وشمال بليز. |
|       |        | كردينال الصحراء [الإنجليزية] | Cardinalis sinuatus   | ولايات أريزونا ونيو مكسيكو وتكساس الأمريكية وحواف غابات المكسيك |
|       |        | كردينال قرمزي [الإنجليزية]   | Cardinalis phoeniceus | كولومبيا وفنزويلا |